# Bertil "Smen" Andersson
Bertil "Smen" Andersson född den 2 januari 1928 i Halmstad, död 5 januari 2008, var en svensk fotbollsspelare som spelat med såväl IS Halmia  som Halmstads BK.
Han var son till brottaren Ivan "Pjäs" Andersson.
Bertil "Smen" Andersson bodde på en gata där det fanns en smedja, och eftersom han var back så fick han namnet Smedjebacken, som sedan kortades ned till Smen
När IS Halmia utsåg sina bästa spelare genom tiderna, var Bertil "Smen" Andersson en av de utvalda.